# X-37B OTV-1
X-37B OTV-1 eller USA-212 är den första rymdflygningen av USA:s flygvapen med en X-37B. Man ville inte avslöja vad farkosten ska användas till, utan meddelade bara att man testar ny teknologi. Uppskjutningen skedde den 22 april 2010 med en Atlas V-raket från Cape Canaveral Air Force Station i Florida. 
Den 3 december 2010 återinträdde farkosten i jordens atmosfär och landade på Vandenberg Air Force Base i Kalifornien.

### Fotnoter
1. ↑  ”NASA Space Science Data Coordinated Archive” (på engelska). NASA. https://nssdc.gsfc.nasa.gov/nmc/spacecraft/display.action?id=2010-015A. Läst 2 mars 2020.